# Independent Press-Telegram Championships 1972
Independent Press-Telegram Championships 1972 — жіночий тенісний турнір, що проходив на закритих кортах з килимовим покриттям Long Beach City College Gym у Лонг-Біч (США). Належав до WT Pro Tour 1972. Турнір відбувся вдруге і тривав з 19 січня до 13 січня 1972 року. У присутності 2200 глядачів друга сіяна Розмарі Касалс виграла титул в одиночному розряді й заробила 3,4 тис. доларів.

## Фінальна частина

### Одиночний розряд
Розмарі Касалс —  Франсуаза Дюрр 6–2, 6–7(4–5), 6–3

### Парний розряд
Розмарі Касалс /  Вірджинія Вейд —  Гелен Гурлей /  Карен Крантцке 6–4, 5–7, 7–5

## Розподіл призових грошей
| Дисципліна       | П      | F      | 3-тє   | 4-те   | ЧФ   | 1/8  |
| Одиночний розряд | $3,400 | $2,200 | $1,500 | $1,200 | $700 | $350 |